# Sheila Nevins

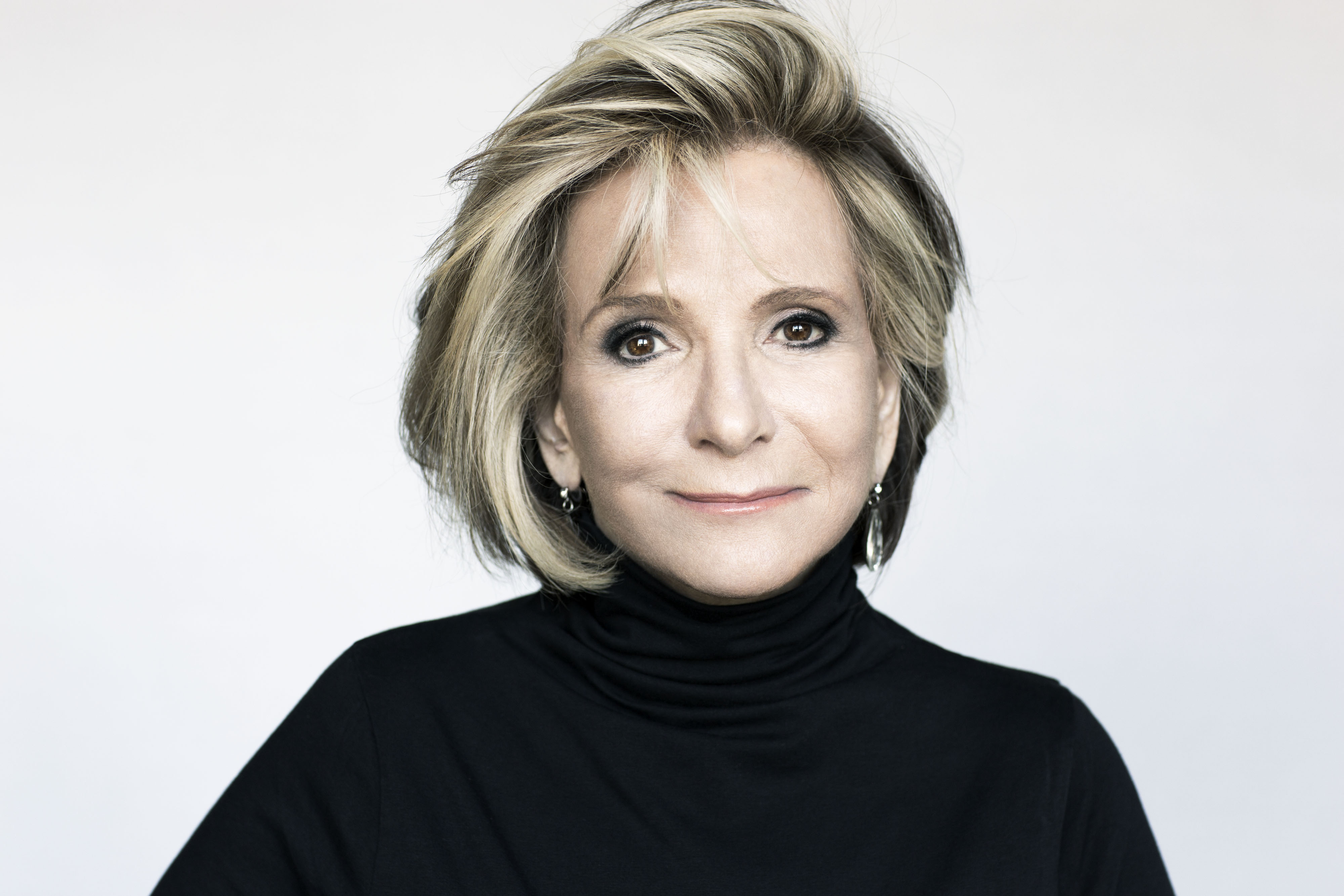
Sheila Nevins, 2015

Sheila Nevins (* 6. April 1939 in Manhattan, New York) ist eine US-amerikanische Fernsehproduzentin und Filmemacherin.

## Leben und Karriere

### Jugend und Ausbildung
Nevins wurde in der Lower East Side von Manhattan als Tochter jüdischer Eltern geboren. Nevins' Familie war arm und ihre Mutter litt an einer akuten Form des Raynaud-Syndroms, die zu Amputationen ihrer Gliedmaßen führte, sowie an Sklerodermie. Nevins hat eine jüngere Schwester (* 1946), die Ärztin ist.
Dank der finanziellen Unterstützung ihres Onkels, eines wohlhabenden Erfinders, besuchte Nevins als Kind Privatschulen wie das Little Red School House in Manhattan und die High School of Performing Arts in New York City.
1960 erwarb sie einen Bachelor-Abschluss in Englisch am Barnard College. Im Jahr 1963 erhielt sie einen Master of Fine Arts in Regie von der Yale School of Drama, wo sie eine von zwei Frauen im Regiestudiengang war.

### Beginn der Karriere
In den 1960er Jahren begann Nevins ihre Karriere bei der United States Information Agency in Washington, D.C. Sie wurde engagiert, um eine Sekretärin in der USIA-Fernsehserie Adventures in English zu spielen, die geschaffen wurde, um englische Vokabeln in fremden Ländern zu lehren. Nevins arbeitete dann als Forscherin und katalogisierte historisches Filmmaterial über den Zweiten Weltkrieg in der Library of Congress. Nevins sagte, dass diese intensive Arbeit sie dazu inspirierte, ihren Fokus von der fiktionalen Welt des Theaters auf die faktenbasierte Welt des Dokumentarfilms zu verlagern.
Von 1970 bis 1973, nachdem sie zurück nach New York gezogen war, ging Nevins bei Regisseur Don Mischer und Produzent Bob Squire in die Lehre. Nevins bekam dann einen Job als Mitarbeiterin bei Al Perlmutter in der bahnbrechenden Channel 13-Fernsehsendung The Great American Dream Machine und arbeitete sich schließlich hoch, um Segmente und Straßeninterviews zu produzieren. Nevins arbeitete auch als Regisseurin. Inspiriert durch den Film Salesman engagierte sie Albert und David Maysles für die Regie von Teilen der Sendung.
1973 war Nevins Field Producer für The Reasoner Report auf ABC News. Von 1973 bis 1975 schrieb sie für Time-Life Films und arbeitete kurz für 20/20. Nevins lehnte die Einladung von Don Hewitt ab, als Produzentin für 60 Minutes zu arbeiten.
1975 begann sie als Autorin und Produzentin für den Children's Television Workshop zu arbeiten. Sie arbeitete auch bei Scribner und machte Aufnahmen von Büchern für Blinde. Nevins war zunächst als Redakteurin und dann als stellvertretende Produzentin für The Great American Dream Machine auf National Educational Television tätig.
In den Jahren 1978 und 1979 war Nevins Produzentin für das CBS News Magazin Who's Who.

### HBO
1979 wurde Nevins von HBO mit einem 13-Wochen-Vertrag als Director of Documentary Programming eingestellt und blieb in dieser Position bis 1982.
Von 1983 bis 1985 hatte Nevins eine Produktionsfirma namens Spinning Reels und produzierte das animierte Bildungsprogramm Braingames.
Im Jahr 1986 kehrte Nevins als Vizepräsidentin für Dokumentarfilmprogrammierung zu HBO zurück. 1995 wurde sie Senior Vice President of Original Programming. In Nevins' Amtszeit bei HBO kam es zum Aufschwung von Programmen mit sexuellen Themen in der Dokumentarserie America Undercover.
Von 1999 bis 2003 war Nevins Executive Vice President of Original Programming bei HBO. Sie produzierte laut eigener Aussage in etwa 12 Dokumentarfilme pro Jahr, mit einem Budget von durchschnittlich 600.000 US-Dollar.
Ab 2004 war Nevins HBOs Präsidentin für Dokumentar- und Familienprogramme, eine Position, von der sie erst im März 2018 zurücktrat.

### Persönliches
In erster Ehe war Nevins seit 1963 mit einem Anwalt verheiratet, der ebenfalls Yale besucht hatte. Die Ehe wurde geschieden.
1972 heiratete Nevins den Investmentbanker Sidney Koch. Das Paar lebte in Litchfield, Connecticut, und in einer Wohnung in der Upper East Side in Manhattan. Sie haben einen Sohn namens David Koch (* 1980).

## Auszeichnungen
Sheila Nevins hat im Laufe ihrer Karriere zahlreiche Filme produziert, die mit Preisen ausgezeichnet worden sind. Ihre Filme wurden mit insgesamt 35 News and Documentary Emmy Awards, 42 Peabody Awards und 26 Oscars ausgezeichnet. Nevins selbst hat 31 Primetime Emmy Awards gewonnen.